# Édition Vaticane
L'Édition Vaticane  è stata una pubblicazione ufficiale del Vaticano, che ha completato i libri di canto gregoriano per la Chiesa universale con un graduale e un antifonario editi nel 1908 e nel 1912, durante il pontificato di Pio X.

## Storia

### Motu proprioInter pastoralis officii sollecitudinis

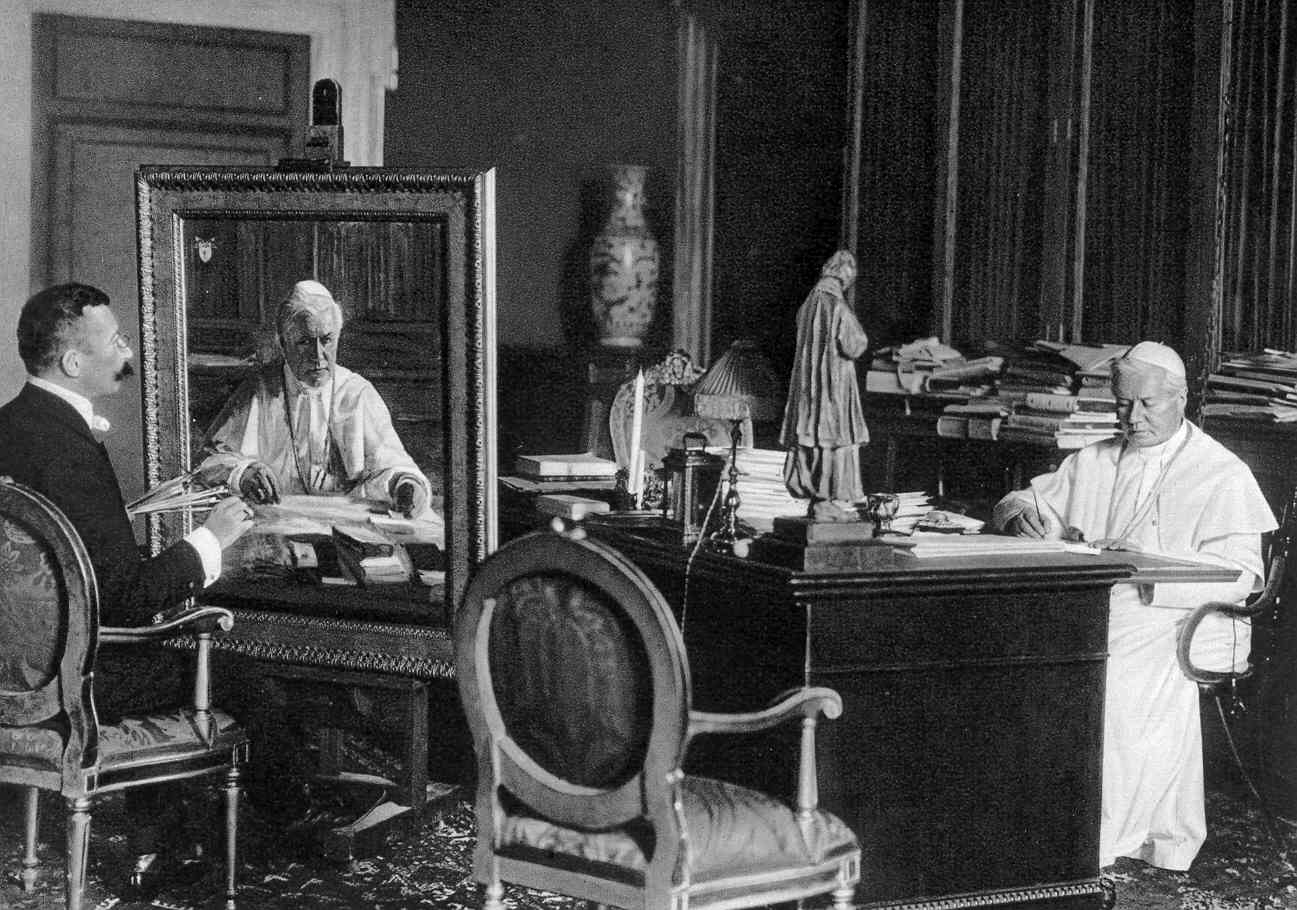
San Pio X (1835 - 1903 - 1914), papa dedito agli studi liturgici.

Quando Pio X fu eletto al soglio pontificio il 4 agosto 1903, la Chiesa romana stava attraversando una notevole decadenza della liturgia. In particolare, a quel tempo i fedeli praticavano senza esitazione in chiesa la musica profana, quella dell'opera, avvalendosi dell'organo a pompa inventato nell'Ottocento. Per questo l'allora canonico cardinale Giuseppe Melchiorre Sarto cercò la fonte autentica della liturgia cattolica, che scoprì nella teologia di Tommaso d'Aquino e nella tradizione del canto gregoriano.
Il 22 novembre 1903 promulgò il suo motu proprio Inter pastoralis officii sollicitudines che diede ufficialità a un progetto di rinnovamento di vecchia data, sviluppato negli anni '90 dell'Ottocento in collaborazione con il suo amico e musicologo Don Angelo de Santi. La liturgia fu accentrata quanto mai prima. La Chiesa universale necessitava di libri di canto gregoriano e nell'aprile 1904 Pio X istituì una commissione a questo scopo.
All'interno della Chiesa per diciannove secoli nessun papa aveva eseguito l'accentramento della liturgia prima di Pio X. Un'unica eccezione si trova nel periodo carolingio, dove fu l'imperatore Carlo Magno e non il Sommo Pontefice a promuovere l'Admonitio Generalis del 789, che sostituì tutti i canti liturgici europei compreso il canto papale, il canto romano antico, con un'eccezione per il canto ambrosiano che fu comunque indebolito. Pio X non conosceva questa storia con precisione, ma riuscì a completare l'accentramento grazie all'autorità di san Gregorio Magno, ancora associata a quel tipo di canto. Oggi l'eccezionale composizione del canto gregoriano è scientificamente accertata. La scelta di San Pio X era ragionevole.

### Prima commissione
Al Congresso europeo d'Arezzo del settembre 1882, dedicato allo studio e al perfezionamento del canto liturgico, nacque l'idea di una commissione internazionale per un'edizione ufficiale di quest'ultimo. Tuttavia, la Santa Sede l'anno successivo rifiutò di lasciare organizzare questo convegno, a causa del privilegio concesso all'edizione di Ratisbona.
Appena scaduto il privilegio nel 1901, il Vaticano iniziò a studiare il suo primo progetto di costituzione di una commissione, ancora durante il pontificato di Leone XIII. Fu infine il nuovo papa Pio X a organizzare nel 1904 la prima commissione internazionale, composta da dieci membri e dieci consultori. Il 1º giorno il papa ha nominato dom Joseph Pothier presidente della commissione. Entrambe le personalità avevano partecipato al congresso di Arezzo del 1882, a favore della restaurazione del canto gregoriano. · 

### Motu proprio del 25 aprile 1904

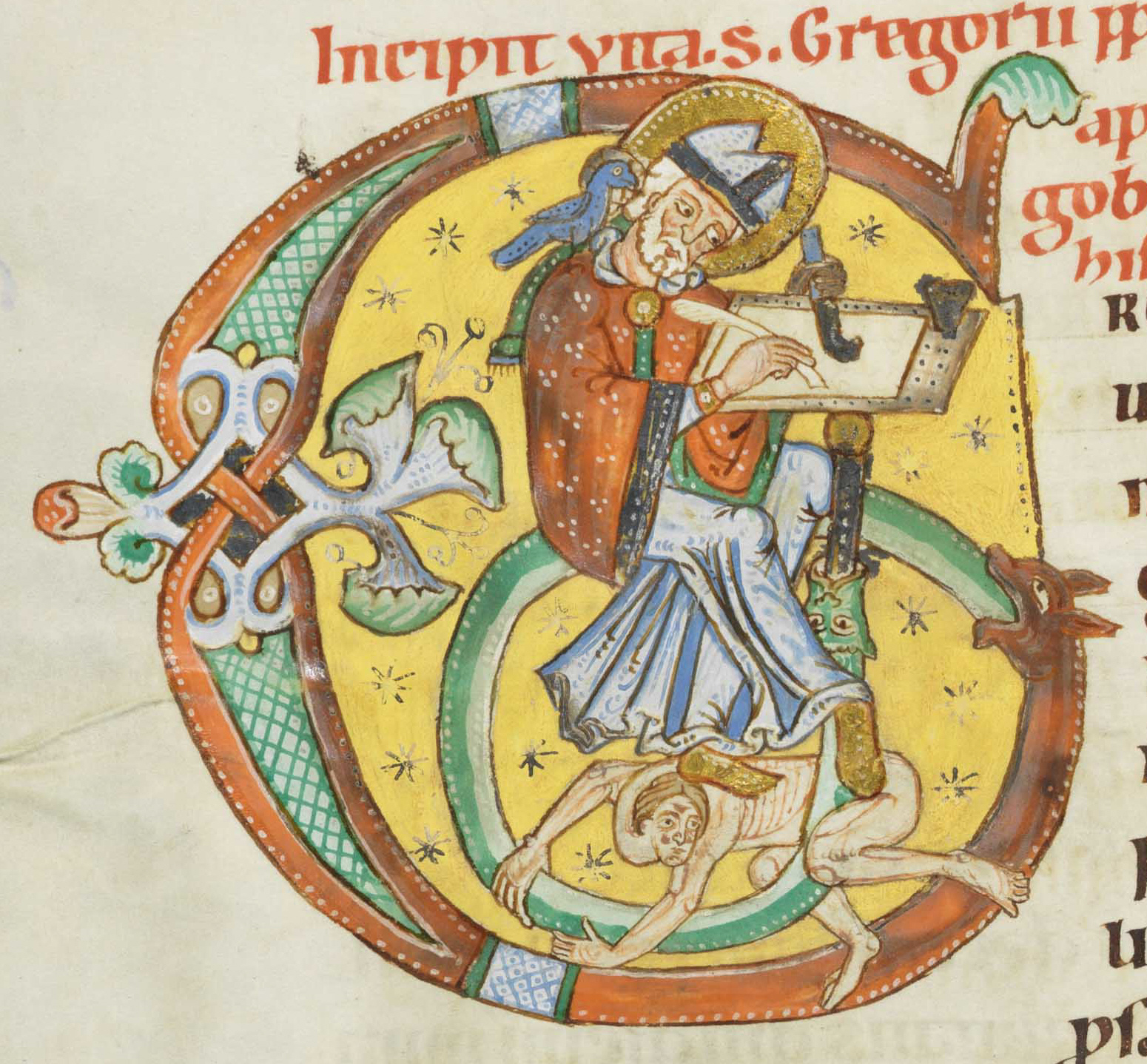
La pubblicazione dell'Édition Vaticane significò il corretto ripristino dell'autentica liturgia della Chiesa, derivante da san Gregorio Magno al quale ancora si attribuiva l'origine del canto gregoriano.

Affinché questo grande progetto andasse a buon fine, il nuovo papa poté beneficiare del tredicesimo centenario della morte di san Gregorio I († 604). L'11 aprile 1904, una settimana dopo questa ricorrenza e in attesa dell'arrivo della Pasqua, San Pio X celebrò una messa solenne in gregoriano, rendendo omaggio al santo patrono di questo canto. Alla cerimonia solenne presero parte 1.210 religiosi diretti da Mons. Antonio Rella, futuro membro della commissione.
Il 25 aprile il Papa firmò un motu proprio per l'Édition Vaticane, raccolta di libri liturgici contenenti le melodie gregoriane. In questo documento si precisava che i nuovi libri ufficiali sarebbero stati pubblicati secondo i manoscritti più antichi e puri della tradizione della Chiesa, avvalendosi dell'opera dell'Abbazia di San Pietro di Solesmes. Era però necessario che tutte le annotazioni fossero esaminate da una commissione internazionale composta da specialisti del canto liturgico. Seguiva un elenco di dieci membri e di dieci consultori della commissione. i libri sarebbero stati pubblicati a cura della tipografia vaticana che ne avrebbe conservato il proprio diritto d'autore.. A causa della sua caratteristica universale per la liturgia, tuttavia, tutte le edizioni religiose sarebbero autorizzate a pubblicare le proprie ristampe, a condizione di osservare delle norme utili a garantire la qualità editoriale dei testi..
Data l'urgenza, tra il 29 aprile e il 26 giugno ebbero luogo in Vaticano sei sessioni durante le quali furono discussi gli aspetti essenziali della pubblicazione.

### Difficoltà della commissione

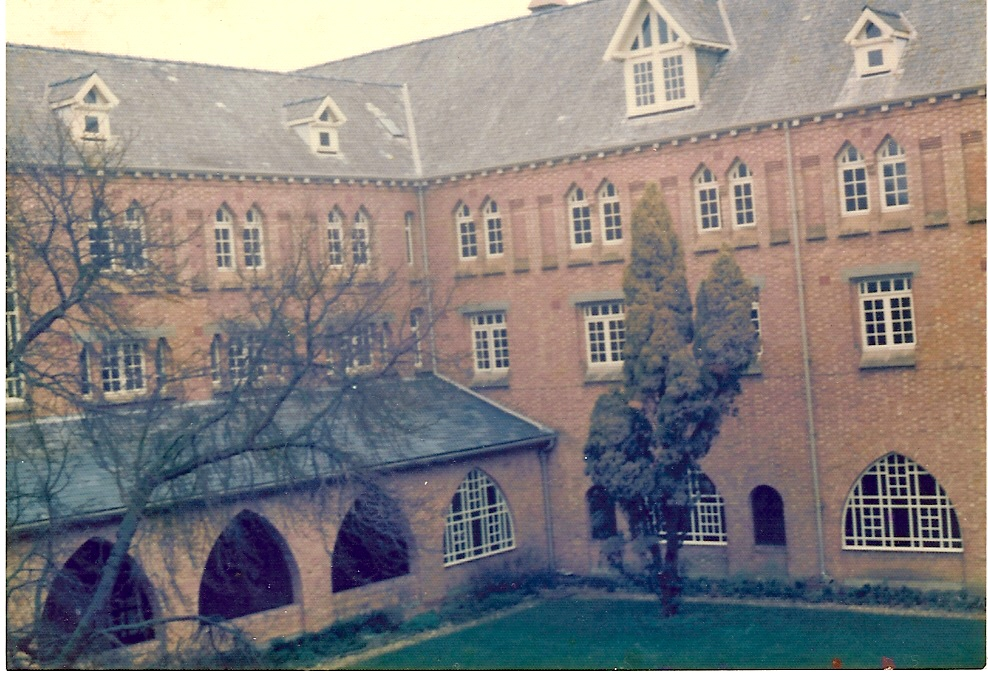
La stesura del libro di Kyriale iniziò nell'estate del 1904. Con i monaci di Solesmes in esilio, l'Abbazia di Quarr in Inghilterra accolse nel mese di settembre membri e consultori della commissione, per i manoscritti richiesti.

Se dom Joseph Pothier rimase sempre nella città eterna al servizio della propria missione, i membri la frequentarono sempre meno. Così, la sessione per il mese di settembre 1904 ebbe luogo presso l'Abbazia di Nostra Signora di Quarr in Inghilterra dove i monaci di Solesmes erano in esilio, quasi senza partecipanti italiani e tedeschi. D'altra parte, in tale occasione furono nominati alcuni nuovi consultori.
Infatti, una volta scomparso il privilegio dell'edizione di Ratisbona nel 1901, i difensori del canto gregoriano non condividevano più la stessa disciplina. La commissione si trovò essenzialmente di fronte a due difficoltà. Da un lato, purtroppo, aveva iniziato a scrivere il kyriale, che era eccezionalmente caratterizzato da una notevole diversità. I membri furono ben presto divisi in tre gruppi: quelli che rispettavano la "tradizione legittima" o scientifica dei manoscritti del X e XI secolo, come i monaci benedettini; coloro che sostennero la "tradizione vivente" riconoscendo la tarda evoluzione del canto; infine, tra questi ultimi, i difensori del “dialetto germanico” come il Dr. Wagner.
D'altra parte, nel giugno 1904, era stato deciso di non usare i segni ritmici inventati da Solesmes per l'interpretazione. Man mano che la commissione si sciolse, questa decisione divenne insopportabile per i monaci di Solesmes, perché, nonostante il loro onore, dovettero sostenere questo progetto rinunciando a tutti i diritti letterari e lavorando gratuitamente, con 12 monaci a tempo pieno. Mentre tutti gli editori potevano beneficiare della loro opera secondo il motu proprio del 25 aprile 1904, i monaci di Solesmes dovevano far autorizzare formalmente questi segni nell'Edizione Vaticana.

### Prima pubblicazione: il Kyriale del 1905
Nel settembre 1904, il settimanale The Tablet annunciava che la prima bozza modificata del kyriale sarebbe arrivata alla Tipografia Vaticana nel gennaio dell'anno seguente. La commissione non riuscì a rispettare questa scadenza. Il 30 aprile 1905 la disposizione delle strofe era ancora oggetto di discussioni e modifiche. La commissione era troppo disunita per pubblicare un'edizione congiuntamente, malgrado l'intervento del Papa. Pertanto, la maggior parte dei membri rifiutò la prefazione preparata dal Dr. Peter Wagner, sebbene la pubblicazione fosse stata autorizzata in agosto. Infine, l'11 settembre il kyriale fu dato alle stampe senza prefazione, poiché il Santo Padre aveva deciso questo in segno di rispetto per la commissione.
A differenza della commissione, gli editori risposero diligentemente alla necessità di libri di canto. Nello stesso anno, furono pubblicate almeno quattro edizioni in lingua belga e tedesca: Déscré e H. Dessain in Belgio, mentre le versioni tedesche furono pubblicate da Schwann e da Alfred Coppenrath & Heinrich Pawelek. Nel 1906 furono seguite dalla Société d'Éditions du chant Grégorien a Parigi , da Friedrich Pustet a Ratisbona , dalla Stiria a Graz e da J. Fischer a New York. Quest'ultima e l'editrice Schwann pubblicarono le loro versioni in notazione contemporanea. Desclée, dal canto suo, aveva pubblicato le sue due versioni nel 1905, senza e con i segni ritmici di Solesmes. In collaborazione con questa edizione, anche la Librairie Saint-Joseph completò la sua co-edizione a Saint-Laurent-sur-Sèvre. A questo punto, ebbe inizio la centralizzazione della liturgia.
Per mancanza di una copia conservata negli archivi, risulta difficile ripristinare il titolo completo di questo kyriale stampato dalla Tipografia Vaticana. Anche il catalogo del Pontificio Istituto Ambrosiano di Musica Sacra di Milano restituisce solo un titolo ipotetico e parziale. È probabile che questa pubblicazione sia stata piuttosto modesta, sia per una ristampa programmata, ad esempio con una prefazione, sia per la riproduzione urgente e abbondante da parte degli editori.

### Difficoltà per giungere al graduale
La commissione ora doveva rilasciare il suo graduale. Tuttavia, dom Pothier stava ancora incontrando difficoltà. Solo due dei nove membri rimasero con lui: Dom Laurent Janssens e il dottor Peter Joseph Wagner. Quattro consultori su dieci continuarono a sostenere questo presidente: Dom Michael Horn, Dom Alexandre Grospellier, Abbé François Perriot e dal prof. Amédée Gastoué. Nel frattempo, l'Abbazia di Saint-Pierre de Solesmes aveva intenzionalmente ripreso la pratica storica del restauro scientifico secondo i più antichi manoscritti. padre Paul Delatteaveva incaricato Dom Paul Blanchon-Lasserve e Dom Amand Ménager di fotografare un gran numero di manoscritti negli archivi europei, ad eccezione di quelli in Francia a causa della legge del 1901. Tra il 1904 e il 1906 questi monaci scattarono più di 16.300 fotografie, nelle biblioteche di Germania, Italia e Spagna.
È vero che Dom Pothier e la Santa Sede cercarono di ripristinare la collaborazione con Solesmes, ma ciò fu invano. Per la mancanza di manoscritti, restava una sola soluzione. Sebbene i materiali per il graduale fossero stati in parte preparati dai monaci di Solesmes nel 1905, la commissione doveva d'ora in poi trarre profitto dal Liber gradualis, curato dallo stesso dom Pothier fino al 1883 e rivisto da lui e da dom André Mocquereau nel 1895..

### Pubblicazioni successive
Dopo la pubblicazione dell'antifonario, dom Pothier fu quasi assente e fece ritorno nella comunità di Dongelberg. In questo modo,  la prima commissione fu sciolta nel 1913, un anno prima della morte di papa Pio X, e l'anno successivo cessò definitivamente la sua funzione.

### Seconda commissione
Poco nota è la seconda commissione nata durante il pontificato di Benedetto XV e presieduta da dom Paolo Ferretti, futuro direttore del Pontificio Istituto di Musica Sacra. Creata nel 1913, sempre sotto Pio X, in sostituzione della prima commissione, a differenza di quest'ultimo, l'incarico fu affidato principalmente a Solesmes. Il decreto dell'11 aprile 1911 fu favorevole all'abbazia poiché autorizzò per la prima volta i vescovi ad approvare la ristampa dell'edizione con i segni ritmici di Solesmes. Grazie ai manoscritti di Solesmes, la qualità della melodia migliorò notevolmente rispetto alle precedenti pubblicazioni, in particolare sotto il profilo modale.
Il libro di Natale fu finalmente completato nel 1926. Era necessario ancora aggiungere canti in gregoriano per un certo numero di messe e di uffici propri.

### I posteri e il fenomeno delLiber usualis

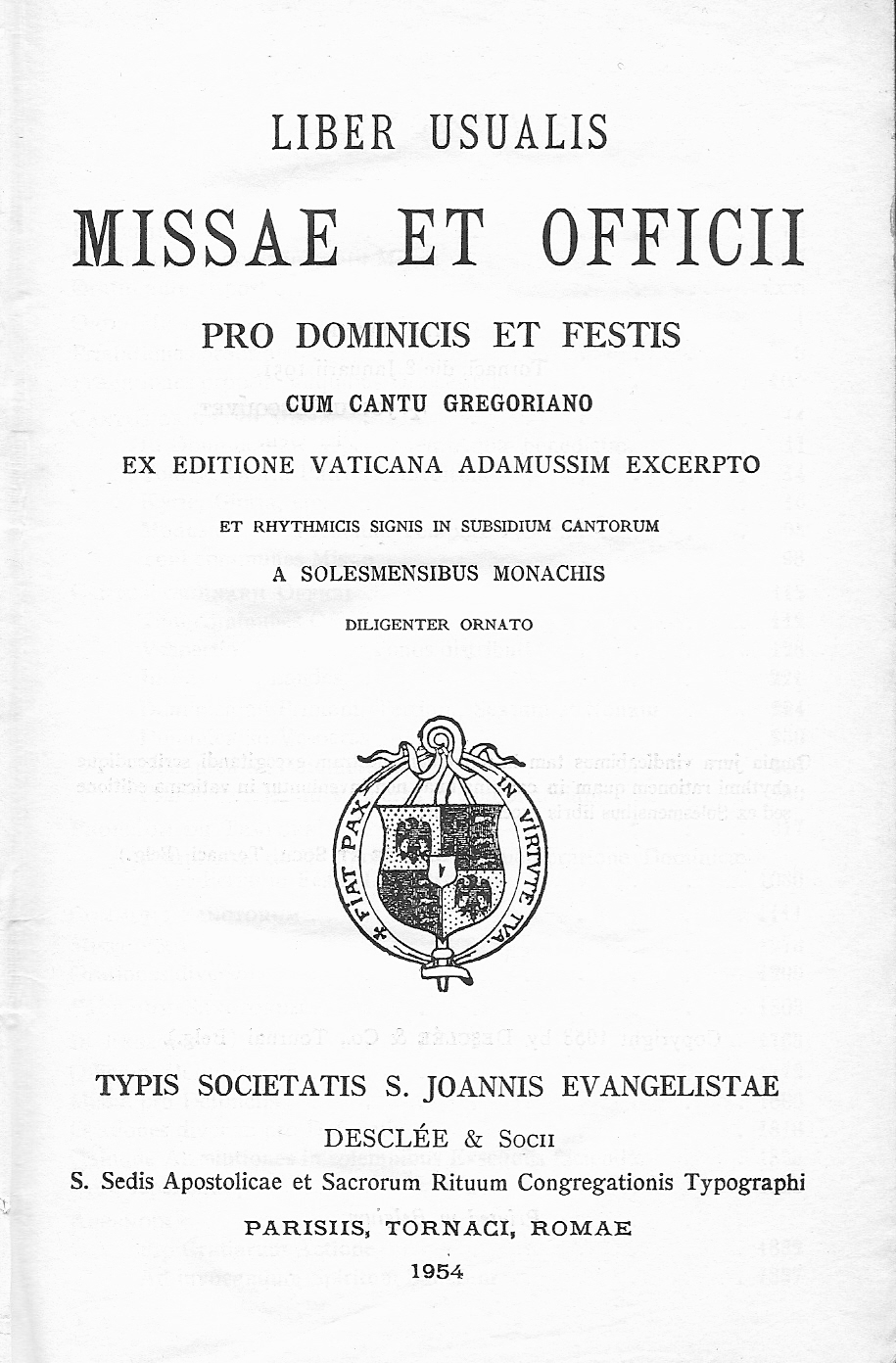
Liber usualis ... ex editione Vaticana ... (1954).

La Santa Sede ha cessato di pubblicare la sua nuova versione dopo 30 anni di lavoro e una missione compiuta, ad eccezione dell'uscita in stampa del responsoriale. Poiché il canto gregoriano era ancora ufficiale, le edizioni religiose continuarono a ristampare le loro riproduzioni, soprattutto quella del graduale che rappresentava l'Edizione Vaticana.

### Dopo il Concilio Vaticano II
A seguito del Concilio Vaticano II, la Santa Sede fece pubblicare il Graduale simplex nel 1967, mentre l'Abbazia di Saint-Pierre de Solesmes pubblicò nel 1974 il suo nuovo Graduale romanum, adattato a questa riforma.
Poi, a causa dello sviluppo degli studi semiologici, i libri di canto gregoriano subirono una nuova fase, ovvero l'edizione critica secondo i neumi più antichi. Le pubblicazioni ufficiali che sostituivano l'Edizione vaticana erano in corso già negli anni '90.

### Riferimenti
1. ↑  http://palmus.free.fr/session_2004.pdf Dom Daniel Saulnier, Session de chant grégorien II, p. 70, settembre 2004
2. ↑   Copia archiviata, su eglise-orthodoxe-de-france.fr. URL consultato il 3 giugno 2022 (archiviato dall'url originale il 18 febbraio 2020).
3. ↑  http://bibnum.enc.sorbonne.fr/omeka/tires-a-part/08940484X Archiviato il 2 novembre 2014 in Internet Archive. (due pdf disponibili su questo sito)
4. ↑  (EN)  https://books.google.fr/books?id=-Xlaj4iNuCwC&pg=PA266 lista mancante del consultore Alexandre Grospellier
5. ↑   Antonio Rella (18..-19..) - Auteur - Ressources de la Bibliothèque nationale de France, su data.bnf.fr..
6. 1 2  (EN)  http://archive.thetablet.co.uk/article/17th-september-1904/9/notes Archiviato il 4 marzo 2016 in Internet Archive.
7. 1 2  Présentation du moine de l'abbaye Notre-Dame de Fontgombault à la cathédrale Notre-Dame-de-l'Assomption de Luçon lors de la journée grégorienne, 30 settembre 2012, p. 3
8. ↑  (EN) https://books.google.fr/books?id=-Xlaj4iNuCwC&pg=PA373 pp. 373, 377 e 378
9. ↑  (EN) 1906 Paris Kyriale, su Corpus Christi Watershed, 19 marzo 2013. URL consultato il 3 giugno 2022 (archiviato dall'url originale il 6 settembre 2019)..
10. ↑   Copia archiviata, su unipiams.org. URL consultato il 3 giugno 2022 (archiviato dall'url originale il 3 marzo 2016).
11. ↑  (EN)  https://books.google.fr/books?id=-Xlaj4iNuCwC&pg=PA382
12. ↑  http://www.persee.fr/web/revues/home/prescript/article/ccmed_0007-9731_1996_num_39_153_2639 p. 68
13. ↑  (EN)  The Restoration of Gregorian Chant: Solesmes and the Vatican Edition, https://books.google.fr/books?id=-Xlaj4iNuCwC&pg=PA414 p. 414 e 415
14. ↑   Copia archiviata, su abbayedesolesmes.fr. URL consultato il 3 giugno 2022 (archiviato dall'url originale il 13 marzo 2014).